# 格雷厄姆·克拉克

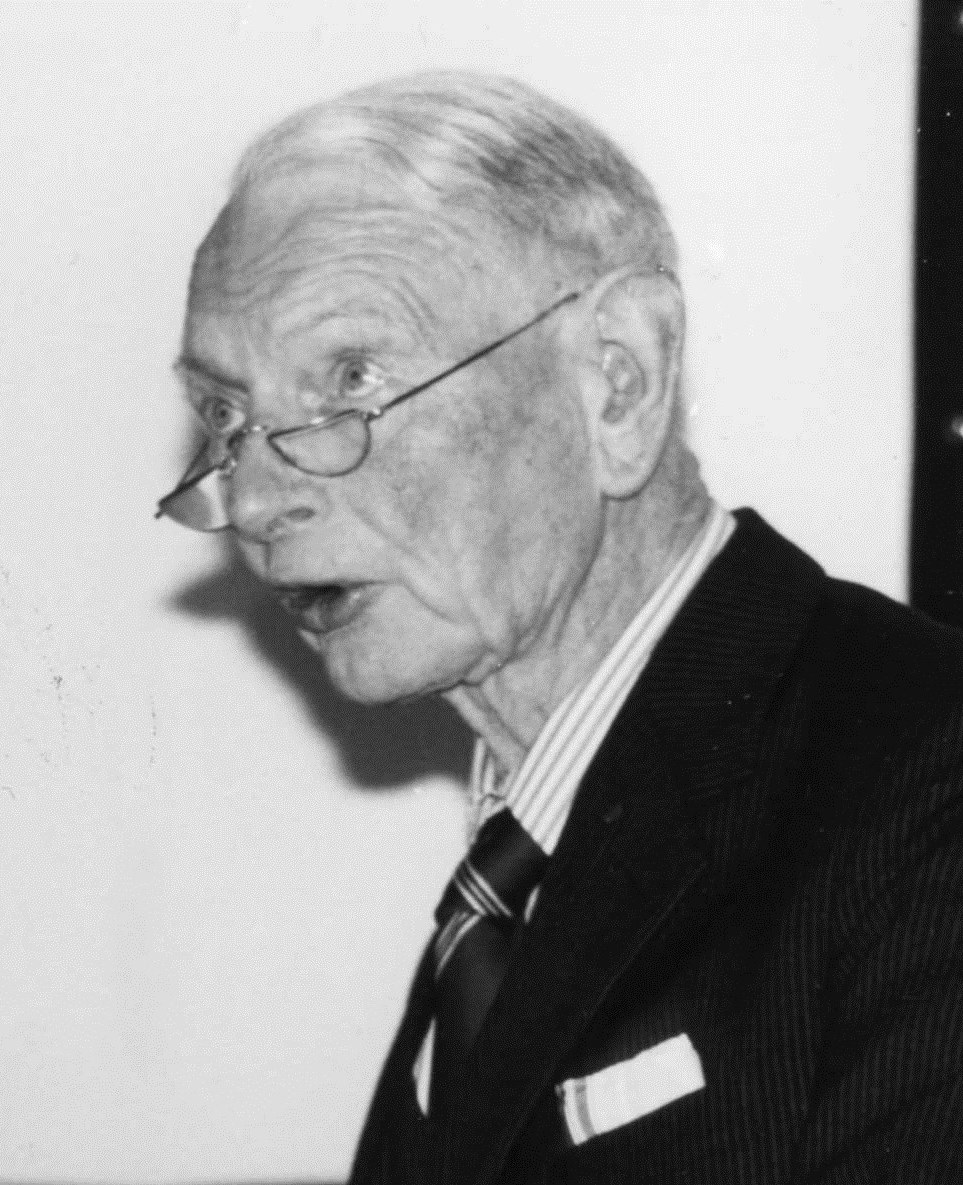
格雷厄姆·克拉克

约翰·格雷厄姆·道格拉斯·克拉克爵士CBE FBA FSA （1907年7月28日—1995年9月12日）是一位英国考古学家，专门研究中石器時代。他曾參與發掘英國境內的中石器时代、铁器时代和新石器时代的遗址。1951年，他當選英國國家學術院院士。1973年至1980年期間担任剑桥大学彼得学院院长。